# Odynerus acutocarinatus
Odynerus acutocarinatus är en stekelart som beskrevs av Cameron 1909. Odynerus acutocarinatus ingår i släktet lergetingar, och familjen Eumenidae. Inga underarter finns listade i Catalogue of Life.